# Uggiate-Trevano
Uggiate-Trevano är en kommun i provinsen Como i regionen Lombardiet i Italien. Kommunen hade 4 957 invånare (2018).